# Уцекайка
Уцекайка (пол. Uciekajka) — село в Польщі, у гміні Людвін Ленчинського повіту Люблінського воєводства. Населення — 150 осіб (2011).

## Історія
Станом на 1921 рік село Уцекайка належало до гміни Людвін Білгорайського повіту Люблинського воєводства міжвоєнної Польщі.

## Населення
За офіційним переписом населення Польщі 10 вересня 1921 року на колоніях Уцекайка та Ліси Дратівськи налічувалося 53 будинків та 263 мешканців (132 чоловіки та 131 жінка), з них 18 православних, 152 римо-католики, 28 євангельських християн та 9 юдеїв. Усі 263 жителі у переписі зазначені поляками.
Демографічна структура станом на 31 березня 2011 року:
|          | Загалом | Допрацездатний вік | Працездатний вік | Постпрацездатний вік |
| -------- | ------- | ------------------ | ---------------- | -------------------- |
| Чоловіки | 78      | 18                 | 55               | 5                    |
| Жінки    | 72      | 11                 | 42               | 19                   |
| Разом    | 150     | 29                 | 97               | 24                   |